# Chorizanthe staticoides
Chorizanthe staticoides är en slideväxtart som beskrevs av George Bentham. Chorizanthe staticoides ingår i släktet Chorizanthe och familjen slideväxter. Inga underarter finns listade i Catalogue of Life.